# トーゴにおけるLGBTの権利
トーゴにおけるLGBTの権利（トーゴにおけるLGBTのけんり）では、トーゴ共和国におけるLGBTの法的状況について扱う。
トーゴでは、男性・女性にかかわらず同性愛行為は違法とされ、3年間の禁錮刑及び10万-50万CFAフランの罰金刑を課される。同性婚は認められておらず、同性愛カップルについての法的な考慮もなされていない。また、性的指向に関する差別からの法的な保護も特に定められていない。